# 해영
해영(본명: 박해영, 1998년 5월 13일 ~ )은 대한민국 여성 가수이다.

## 주요 이력
2016년 엠넷 TV 프로그램 《프로듀스 101》에 첫 출연하여 이름을 알렸으며 그 후 같은 해 걸 그룹 A.De의 구성원으로 정식 데뷔하였다. 1년 후 2017년 JTBC TV 프로그램 《믹스나인》에 출연하여 재차 이름을 알렸다.

## 출연작

### TV 프로그램
- 2016년 M.net 《PRODUCE 101》
- 2017년 JTBC 《믹스나인》